# Velîka Bilozerka, Velîka Bilozerka
Velîka Bilozerka (în ucraineană Велика Білозерка) este comuna de reședință a raionului cu același nume din regiunea Zaporijjea, Ucraina, singura localitate rurală din țară care joacă rol de reședință de raion.  În secolul al XIX-lea, satul făcea parte din volostul Velîka Bilozerka, uezdul Melitopol, guberniei Taurida. Comuna este formată numai din satul de reședință, având părți care până în 2017 făceau parte din comunele vecine; de atunci, mai există o singură parte a satului care este arondată comunei Novopetrivka.

## Demografie
Componența lingvistică a comunei Velîka Bilozerka
     Ucraineană (92,43%)
     Rusă (7,11%)
     Alte limbi (0,3%)
Conform recensământului din 2001, majoritatea populației comunei Velîka Bilozerka era vorbitoare de ucraineană (92,43%), existând în minoritate și vorbitori de rusă (7,11%).